# Michael Chabala
Michael Chabala (zm. 5 listopada 1995) – zambijski piłkarz grający na pozycji napastnika. W swojej karierze rozegrał 7 meczów i strzelił 4 gole w reprezentacji Zambii.

## Kariera klubowa
Swoją karierę piłkarską Chabala rozpoczął w klubie Mufulira Blackpool FC. Grał w nim w 1977 roku. W latach 1978–1981 był zawodnikiem klubu Vitafoam United FC, a w połowie 1981 roku przeszedł do Nkana Red Devils. Wywalczył z nim cztery tytuły mistrza Zambii w sezonach 1982, 1983, 1985 i 1986 oraz zdobył Puchar Zambii w 1986 roku. W 1988 roku grał w Kaulushi Modern Stars, w którym zakończył karierę.

## Kariera reprezentacyjna
W reprezentacji Zambii Chabala zadebiutował 7 kwietnia 1985 roku w wygranym 4:1 meczu eliminacji do MŚ 1986 z Kamerunem, rozegranym w Lusace. W debiucie strzelił trzy gole. W 1986 roku został powołany na Puchar Narodów Afryki 1986. Na tym turnieju rozegrał trzy mecze grupowe: z Kamerunem (2:3), w którym strzelił gola, z Algierią (0:0) i z Marokiem (0:1). Od 1985 do 1986 roku rozegrał w kadrze narodowej 7 meczów i strzelił 4 gole.